# Ишимская
Ишимская — село в Чистоозёрном районе Новосибирской области. Административный центр Ишимского сельсовета.

## География
Площадь села — 175 гектаров.

## Население
| 2002 | 2007 | 2010 |
| ---- | ---- | ---- |
| 300  | ↗318 | ↘284 |

## Инфраструктура
В селе по данным на 2007 год функционируют 1 учреждение здравоохранения и 1 учреждение образования.